# Entodesmium interrupta
Entodesmium interrupta är en svampart som först beskrevs av Georg Winter, och fick sitt nu gällande namn av Franz Xaver von Höhnel 1910. Entodesmium interrupta ingår i släktet Entodesmium och familjen Lophiostomataceae.   Inga underarter finns listade i Catalogue of Life.